# Ясенове Друге
Ясено́ве Друге — село Зеленогірської селищної громади у Подільському районі Одеської області. Населення становить 1543 осіб у 2024 році. Лежить на північному заході Одеської області, в східній частині Подільського району по правому берегу річки Кодими. Відстань від обласного центру — міста Одеси — 185 км, від залізничної станції Заплази — 9 км. Колишня Ясенівська сільська рада займала 10 тисяч га землі, з них — 6 тисяч га сільськогосподарського призначення, сосновий бір площею 22 га, ставок в с. Ясенове Перше, по територіям обох сіл протікають притоки р. Кодими, права — Ізвора, ліва — Гардева.

## Географія
У селі балка Яр Гертій впадає у річку Кодиму.

## Важливі історичні події
1. 1686 рік — перші поселенці (поляки) на лівому березі Кодими.
2. 1761 рік — перша письмова згадка про село під назвою Ясенове, в якому на той час було 20 хат .
3. 1791 рік — побудова кам'яного вівтаря Свято-Покровського храму Бердянським полком суворівських військ.
4. 1848 рік — відкрита перша церковно-приходська школа.
5. 1879 рік — побудова дерев'яної церкви в с. Ясенове Перше
6. 1905—1907 рік — створення революційного гуртка
7. 1912 рік — відкриття школи та лікарні (на честь цих подій посаджено дуба, який росте біля школи 95 років.)
8. 1913 рік — святкування 300-ліття царського дому Романових, хресний хід в селі на честь цієї події.
9. 1915 рік 11 листопада — зустріч царя Миколи ІІ, на залізничній станції Балта. З Ясенового та навколишніх сіл були направлені делегації з найповажніших людей.
10. 7 (20) листопада 1917 року, відповідно до Третього Універсалу Української Центральної Ради, увійшло до складу Української Народної Республіки[2].
11. 1918 рік — встановлення радянської окупації, перший поділ землі в селі за декретом «Про Землю»
12. кінець 1918 — початок 1920 рр. — період Визвольних змагань, в селі діяв загін самооборони під керівництвом Косого Арона
13. 1920 рік — остаточне встановлення радянської окупації.
14. літо 1920 року — спроба повстання проти радянської окупації, організатор — Комиш Павло Нестерович.
15. осінь 1920 року. — другий поділ землі на селі, на члена сім'ї наділяли по 2 гектари землі.
16. 1925 рік — виникло перше колективне товариство по обробітку землі «Згода», яке придбало перший трактор «Фордзон».
17. 1924—1926 рр. — Ясенове було районним центром Першомайської округи (з 1923 Балтської[3]) Одеської губернії.[4][5][6]
18. 1927 рік. — побудовано перший дерев'яний міст через Кодиму
19. 1929-30 рр. — в селі було 9 колгоспів
20. 1932-33 рр. — Під час Голодомору 1932—1933 років померло щонайменше 96 жителів села[7].
21. 1934—1942 — створення першої МТС, майстерні розміщались в приміщенні церкви.
22. 1941—1944 рр.- окупація села румунськими військами.
23. 1942 рік — відкриття церкви.
24. Березень 1944 р. — звільнення села від німецько-румунських окупантів.
25. 1948 рік — перший пам'ятник воїнам-визволителям села. Братська могила.
26. 1951 рік — посаджено парк навколо братської могили в центрі села.
27. 1951—1953 роки- посаджено сосновий бір площею 22 гектари.
28. 1957 рік — колгосп ім. Мічуріна відкрив Будинок культури, голова колгоспу Рожкован Каленик
29. 1958—1961 рр. — були об'єднані всі колгоспи Ясенове та Познанки.
30. 1960-ті роки — в центрі села побудовано ситроцех.
31. 1960 рік — відкриття сільського краєзнавчого музею.
32. 1970 рік — побудовано нове приміщення лікарні (головний лікар Кобись Ю. Й.)
33. 8 травня 1970 року — побудоване окреме приміщення для музею.
34. 1973 рік — житель села Булаховський Микола брав участь у Всесвітньому фестивалі молоді та студентів в м. Берлін.
35. 1975 рік — побудоване нове приміщення відділення зв'язку
36. 1976 рік — встановлено телефонну станцію на 50 номерів
37. 1977 рік — побудовано нове приміщення школи (директор Луцкевич Г. Д.)
38. 1978 рік — краєзнавчому музеєві присвоєно звання Народного
39. 1980-81 рік — побудовано новий міст через Кодиму.
40. 1981-85 рр. — в селі прокладено дороги (голова к-пу Лабуш В. І.)
41. 1980 рік — побудовано новий Будинок культури в с. Ясенове Перше.
42. 1980р — побудовано новий пам'ятник воїнам-визволителям (голова сільської ради Панасюк В. В.)
43. 1990 рік — відокремилось с. Познанка в самостійну територіальну громаду.
44. 1996 рік — розпаювання колгоспних земель, видача сертифікатів на землю.
45. 2002—2006 роки- виготовлення державних актів на землю.
46. 23.12.2003 р. — розпад СВК ім. Кобися
47. 17.11.2003 р. — посаджено новий парк біля пам'ятника воїнам-визволителям та встановлено нову огорожу.
48. 03.11.2005 року — встановлено хрест на місці церкви в с. Ясенове Перше.
49. 2006 рік — розпад СВК «Куйбишева»
50. 2006-07 рр. — встановлено цифрову телефонну станцію на 384 номери.
51. 2006-07 рр. — газифікація села.

Колищній орган місцевого самоврядування — Ясенівська сільська рада.
12 червня 2020 року, відповідно до Розпорядження Кабінету Міністрів України від № 724-р «Про визначення адміністративних центрів та затвердження територій територіальних громад Одеської області», увійшло до складу Зеленогірської селищної громади.
19 липня 2020 року, в результаті адміністративно-територіальної реформи і ліквідації Любашівського району, село увійшло до складу новоутвореного Подільського району.

## Сучасність
У селі розташовані: Ясенівська ЗОШ 1-2 ступенів, амбулаторія, аптека ВАТ «Фармація», ветеринарна лікарня, сільська бібліотека, відділення зв'язку, ЦЕЗ Укртелекому на 448 номерів, Свято-Покровська церква, Ясенівський народний краєзнавчий музей, Будинок культури — в с. Ясенове Перше. Через село іде автодорога Т 1603, що сполучає з м. Балта та Кривим Озером і Первомайськом Миколаївської області, по якій відбувається рух громадського транспорту.

## Населення
Згідно з переписом УРСР 1989 року чисельність наявного населення села становила 2223 особи, з яких 962 чоловіки та 1261 жінка.
За переписом населення України 2001 року в селі мешкало 1916 осіб.

### Мова
Розподіл населення за рідною мовою за даними перепису 2001 року:
| Мова       | Відсоток |
| ---------- | -------- |
| українська | 94,06 %  |
| молдовська | 2,92 %   |
| російська  | 2,76 %   |
| білоруська | 0,10 %   |
| болгарська | 0,05 %   |

## Відомі мешканці

### Народились
- Гуменюк Олександр Леонідович (1964—2014) — український військовик, полковник (посмертно), засновник та командир 11-го батальйону територіальної оборони «Київська Русь»[13]. Загинув від кулі снайпера під час війни на сході України. Кавалер Ордена Богдана Хмельницького III ступеня (2014, лицар Ордена «Народний Герой України» (посмертно).
- Лис Віктор Мілентійович — тренер (легка атлетика). Майстер спорту (1980). Заслужений тренер УРСР, СРСР.[14]